# 否正常
否正常（芬蘭語：Eppu Normaali）是芬兰最受欢迎的摇滚乐队之一。乐队于1976年在坦佩雷附近的小城于勒耶尔维成立。该乐队是芬兰最畅销的音乐艺术家（或乐队），超过两百万张销售认证过的唱片。它尤其在摇滚歌词中使用芬兰语方面倍受成功。除了专辑之外，乐队也发行过现场录制的唱片、DVD专辑及20张以上的单曲唱片。
否正常乐队最受欢迎的歌曲包括（85年时）、（吉他、天空和星星）、（殇歌之国）、（漆黑探戈）、（咸雨）及（纸上污迹）等。